# Kustwaterbouwkunde

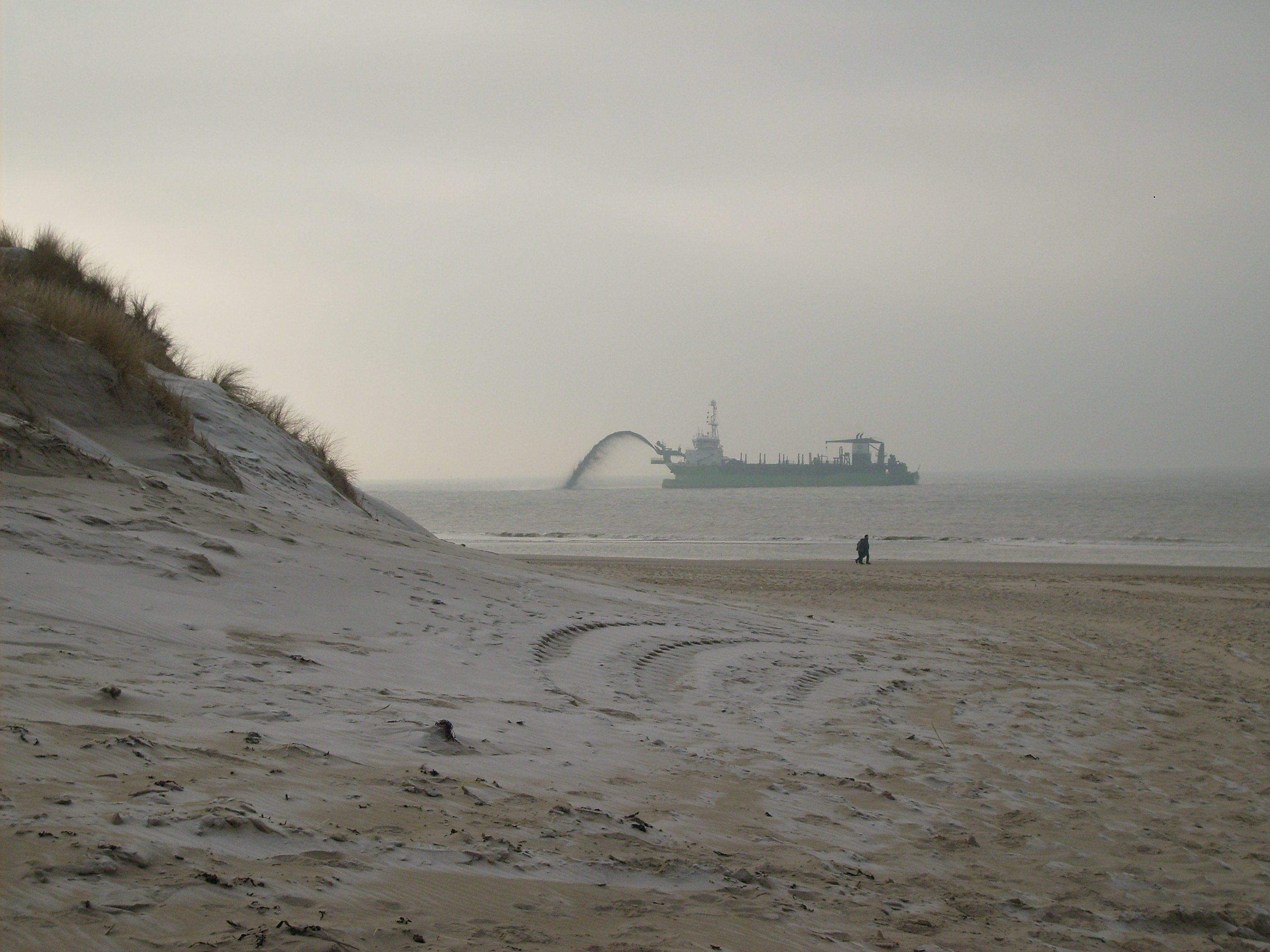
Zandsuppletie langs de Nederlandse kust.

Kustwaterbouwkunde is een tak van de waterbouwkunde die zich bezighoudt met de specifieke eisen die gesteld worden aan de bouw aan of nabij de kust, evenals aan de ontwikkeling van de kust zelf. Hierbij moet gedacht worden aan golfbrekers en havendammen, kustverdediging en zeedijken Over het algemeen worden de havenwerken zelf, evenals zeesluizen, niet tot de kustwaterbouw gerekend. 
De hydrodynamische impact van vooral golven, getijden, stormvloeden en tsunami's en (vaak) de barre omstandigheden van zout zeewater zijn typische uitdagingen voor de kustwaterbouwer, evenals de morfodynamische veranderingen van de kusttopografie, veroorzaakt door zowel de autonome ontwikkeling van het systeem en door de mens gemaakte veranderingen (zoals bijv. de aanleg van havendammen). De aandachtsgebieden in kustwaterbouwkunde zijn de kusten van de oceanen, zeeën, marginale zeeën, estuaria en grote meren.
De basiskennis voor de kustwaterbouwer is vooral de kusthydraulica en de kustmorfologie; de waterbouwer combineert deze basiskennis met kennis van constructies tot oplossingen die bruikbaar zijn bij het kustbeheer. 

## Onderdelen van de kustwaterbouwkunde
Naast het ontwerp, de bouw en het onderhoud van kustconstructies zijn kustwaterbouwers vaak interdisciplinair betrokken bij geïntegreerd beheer van kustgebieden, ook vanwege hun specifieke kennis van de hydro- en morfodynamica van het kustsysteem. Deze samenwerking betreft b.v. milieueffectbeoordeling, havenontwikkeling, strategieën voor kustverdediging, landaanwinning, offshore windparken en andere energieproductiefaciliteiten, enzovoort. Zij geven vaak randvoorwaarden en specifieke technologie voor de benodigde constructies. In dit kader moet het woord constructie erg ruim gezien worden. Het aanleggen van mangrovebossen, grootschalige zandsuppleties en het ontwikkelen van kustmatige riffen moeten ook als constructies gezien worden. 
In Nederland worden de Deltawerken gezien als de grootste kustwaterbouwkundige werken.
Een wezenlijk verschil tussen de kustwaterbouwkunde en andere disciplines die betrekking hebben op de kust is dat de focus van de kustwaterbouwkunde ligt op het uitvoeren van werken tot beheer van de kustlijn. 

## Kustbeheer
Kustbeheer omvat veel meer dan alleen de waterstaatkundige aspecten van de kust. Kustbeheer is dus geen onderdeel van de waterbouwkunde. De waterbouwkunde levert de middelen om doelmatig kustbeheer te kunnen uitvoeren, bijvoorbeeld door de kustlijn te handhaven. Zie ook: integraal kustbeheer.

## Geschiedenis van de kustwaterbouw
Een goed overzicht van de geschiedenis van de kustwaterbouw (georganiseerd per land) wordt gegeven in een uitgave van de ASCE door Kraus.

## Nieuwste ontwikkelingen
De nieuwste ontwikkelingen in een vakgebied vindt men op conferenties en in vaktijdschriften. Op het gebied van de kustwaterbouwkunde zijn er geen Nederlandstalige vaktijdschriften. De belangrijkste internationale tijdschriften zijn:
- Coastal Engineering[2]
- Coastal Engineering Journal[3]
- Journal of Waterway, Port, Coastal, and Ocean Engineering[4]

Helaas zijn alle drie deze tijdschriften slechts gedeeltelijk open access.
wel open access is:
- journal of coastal and hydraulic structures (is een Nederlandse uitgave)

De belangrijkste conferentie is de tweejaarlijkse International Conference on Coastal Engineering (ICCE). Hiervan zijn de proceedings online beschikbaar via de Texas Digital Library. Daarnaast is er de Conference on Coastal and Port Engineering in Developing Countries, inmiddels georganiseerd onder auspiciën van de PIANC.

## Opleiding
Oorspronkelijk werd in Nederland dit vakgebied gezien als een onderdeel van de (algemene) waterbouwkunde. In 1968 werd voor het eerst een hoogleraar in de kustwaterbouwkunde benoemd (Eco Bijker). Bijker heeft dit verder uitgebouwd. Op dit moment (2025) verzorgt de Technische Universiteit Delft een gespecialiseerde opleiding in de kustwaterbouwkunde (in het Engels) op MSc-niveau. Dit zijn in de tracks hydraulic engineering de module “coastal engineering”(ciem 3210) en in de track Hydraulic and Offshore Structures de module “Dams, Dikes and Brekwaters” (ciem 4220). 
Bij de Universiteit Twente is er een specialisatie kust- en rivierwaterbouwkunde binnen de opleiding Civiele Techniek en Management. 
In veel andere landen is dit een onderdeel van de opleiding civiele techniek of de opleiding oceanografie. 
In België is er geen gespecialiseerde opleiding in dit vak, maar is het een onderdeel van het vak waterbouwkunde in de opleiding civiele techniek bij de Universiteit Gent. Bij de verschillende HBO opleidingen is de kustwaterbouwkunde tevens een onderdeel van de opleiding civiele techniek. 